# Maserati 8CTF
La 8CTF è una autovettura monoposto da competizione costruita dalla Maserati dal 1938 al 1939. È stata l'unica vettura italiana a vincere la 500 Miglia di Indianapolis (esclusa la Dallara, che fornisce solo i telai, ma non le motorizzazioni).

## Il contesto generale e le competizioni
Il modello nacque dopo che Adolfo Orsi rilevò la Maserati, risolvendo in questo modo i problemi economici che la Casa automobilistica del tridente possedeva. Ernesto Maserati non fu più così vincolato da questioni di bilancio nella progettazione dei suoi modelli, e concepì un 3 litri sovralimentato dove, per questa tipologia di alimentazione, aveva accumulato una buona esperienza.
La sigla "8CTF" significa:
- 8C: il numero totale dei cilindri, che erano otto;
- T: "testa";
- F: "fissa".

La sua caratteristica principale era nell'avere un gruppo d'alimentazione indipendente per ogni serie di quattro cilindri. Montava quindi due compressori di tipo Roots. Dopo successivi miglioramenti, nel 1939, il motore arrivò ad erogare una potenza di ben 366 CV. Un'altra peculiarità che la 8CTF possedeva, era che il serbatoio dell'olio fungeva anche da traversa centrale del telaio.
Il modello debuttò il 15 maggio 1938 al Gran Premio di Tripoli con ottime prestazioni ma fallendo nel risultato finale. A causa dell'avvicinarsi della seconda guerra mondiale, le gare si diradarono notevolmente, compromettendo così lo sviluppo della vettura.
Con alla guida Wilbur Shaw, la 8CTF conquistò due edizioni della 500 Miglia di Indianapolis, nel 1939 e nel 1940. La vettura che si aggiudicò le due edizioni della prestigiosa competizione fu soprannominata Boyle Special, in onore dello sponsor e proprietario del team, Michael J. Boyle.

## Caratteristiche tecniche
L'accensione era singola con magnete tipo Scintilla. L'alimentazione era forzata con due compressori tipo Roots accoppiati a due carburatori di marca Memini e di modello MA12, montati a monte dei compressori stessi. La distribuzione era a due valvole per cilindro disposte a 90°, con doppio albero a camme in testa. La lubrificazione era forzata con pompe di mandata e recupero. Il sistema di raffreddamento era a circolazione d’acqua con pompa centrifuga.
Il motore era un otto cilindri in linea verticali di 2991,4 cm³ di cilindrata. L'alesaggio e la corsa erano rispettivamente di 69 mm e 100 mm, mentre il rapporto di compressione era di 6,5:1. La potenza massima erogata era compresa tra i 350 ed i 366 CV a 6300 giri al minuto.
I freni erano a tamburo sulle ruote con comando idraulico. Le sospensioni anteriori erano a ruote indipendenti e barre di torsione, mentre quelle posteriori erano con balestre. Entrambe montavano anche una barra stabilizzatrice e ammortizzatori a frizione (idraulici per le seconde). Lo sterzo era a vite senza fine con settore dentato, mentre la trasmissione era formata da un cambio a quattro rapporti più la retromarcia.
La carrozzeria era monoposto in alluminio, mentre il telaio era formato da due longheroni in profilati d'acciaio con traverse.
La 8CTF raggiungeva una velocità massima di 290 km/h.